# Nuutniemi
Nuutniemi är en udde i Finland. Den ligger i Fredrikshamn och landskapet Kymmenedalen, i den södra delen av landet, 130 km öster om huvudstaden Helsingfors.
Terrängen inåt land är mycket platt. Havet är nära Nuutniemi söderut.  Närmaste större samhälle är Fredrikshamn, 2,8 km nordost om Nuutniemi. 